# Хумка
Хумка или курган је земљани или камени, већи или мањи вештачки – људском руком подигнути – брежуљак различите грађе, структуре и намене. Хумка је имала три главне сврхе: служила је за (1) становање, (2) сахрањивање, (3) осматрање. Из практичних разлога чешће се налази у низинским, него у горским крајевима.
У скоро сваком народу и култури постојао је неки вид хумки, тако да постоје многи називи за њих. Неки од назива (у оригиналној, нетранспонованој форми): енгл. - barrow,  , рус. , хрв. , бошњ. , мкд. , рум. , пољ. , мађ. - kunhalom, halomsír; ир. - cairn, вел. , шкот. , порт. , швед. - gravhög итд.

## Увод
Хумке представљају етно-географски различиту културу од културе пирамида и зигурата, али им је намена слична, а делом се и епохално преклапају: када су у Египту или у Инка култури грађене пирамиде, у евроазијској степи су ницале њима аналогне гробнице од нагомилане земље и камена. Има чак и хумки – тумула – који су грађом налик на пирамиде, најтипичнији пример је Ахилова гробница у Тракији (југозападна област данашње Турске).

## Опис
Хумка је збирни назив за надгробне и друге вештачке земљане купе полукружног вертикалног пресека, које налазимо претежно у равничарским крајевима. Хумке припадају посебној историјској епохи и карактеристика су одређених култура, понајвише праисторијских и античких. Обично је у њиховом центру гроб, а концепт је да га велика количина нанесене земље (делимично и камена) сачува од ометања и пљачкања. Пљачкање гробова и некропола је у стара времена била уобичајена пракса, тако да на жалост, ни мрви под хумкама висине 5-10 метара и широким 20-50 м колике су најкарактеристичније хумке нису могли да почивају у миру. Пљачкаши су у циљу да се домогну евентуалних гробних вредности вертикално сондирали хумке и на друге начине копали у њихову унутрашњост. Чак је био средњовековни период када је постојала посебна потражња за скривеним благом гробница и развила се читава "индустрија" организоване крађе гробних артефаката. Тако је много хумки трајно девастирано и гробови у њима оштећени или уништени. Похлепа и у већини случајева чиста знатижеља узрок је пропасти хумки и у данашњем модерном периоду.
На територији Србије постојао је велик број хумки - преко 1000 - али је од тога врло мали број сачувао свој првобитни изглед и садржај. Оне хумке које су остале нетакнуте веома су значајне данас за све области науке: за археологију њихов унутрашњи садржај актуелних предмета и оруђа, за историју оно што нам откривају о својим древним градитељима, за биологију и екологију њихов сачувани биљни покривач. Хумке у већини земаља, па и у Србији штити закон о заштити природе и делом закон о заштити културног наслеђа. На жалост у овом делу Европе до данашњег дана формално је заштићена само једна, а археолошки их је истраживано само неколико.

## Порекло и епоха
Према археолозима, а на основу антрополошких студија костура из кургана, представници степске културе су Панонску низију досегли већ у раном бакарном добу. Прадомовина прото-индоевропљана како се такође зову, била је западно од Урала, отворена подручја источне Украјине и јужне Русије према Кавказу, голе и непошумљене степе. Сматра се да су до нас (у Подунавље) стизали заобилазећи Карпате са југа, а један део је мигрирао ка Западној Европи преко северних Карпата. Најпре су на територији данашње Украјине прешли Дњепар, а део који је кренуо ка северозападу пратио је реку Дњестар према изворишту на данашњој граници Пољске. У наше крајеве кургански народи стизали су преко Румуније, најпре у Банат, а тек потом су заузели Алфелд у Мађарској. Један део је након преласка делте Дунава стигао и на подручје Бугарске. У исто време, између 3700–3300. п. н. е. десила су се кретања и у супротном правцу, ка Сибиру и далеком Истоку.
Што се наших простора тиче, према дуго најприхваћенијем предлогу Милутина Гарашанина време стизања степских народа догодило се усред Баденске културе, иако се његови ефекти већ могу јасно уочити и у ранијим слојевима. Према Газдапустаију (Gazdapusztai) за стизање источно-степских народа у Карпатски басен има изгледа већ на крају Бодрогкерестур културе. Свеопште прихваћен став је Ечедијев (Ecsedy István) који такође сматра да су први представници етничких група неолитске Средњи Стог 2. културе са територије Украјине стигли на наше подручје при крају периода Тисаполгар (мађ. Tiszapolgár) културе.
У смислу антрополошке класификације, костури сахрањени у окер-гробове припадали су протоевропском робусном типу нордијских кромањонаца, тип потврђен и код нас. Ови антрополошки типови одступају од оних из гробова староседелаца и сигурно припадају досељеној номадској култури.
Питање које остаје отворено је у коликој мери су се досељеници мешали са локалним становништвом? Влада мишљење да су се нови досељеници из етничке групе "Древне Јамна-културе" тек након дуготрајне инфилтрације, на крају Бодрогкерестур културе (вероватно на почетку Баден културе или нешто раније) најпре настаниле у источној Мађарској. Антрополошки материјал њихових гробова који је на подручју Мађарске и Румуније археолошки добро истражен доказује да до мешања у почетку није дошло, и да је инфилтрација била спор процес. Изгледа да мешање локалних староседелаца и група номада са истока је по први пут могло да се деси тек од краја Тисаполгар-бодрогкерестур културе.

## Знамените хумке
| Назив                    | Изворни назив               | Енглески назив                         | Држава     | Локација                                        | Тип             | Материјал    | Култура/народ      | Историјски период | Век                 | Статус, белешка | Откриће/ископавања           |
| ------------------------ | --------------------------- | -------------------------------------- | ---------- | ----------------------------------------------- | --------------- | ------------ | ------------------ | ----------------- | ------------------- | --- | ---------------------------- |
| Шум-гора                 | рус.                        | Shum-gora                              | Русија     | На подручју Батечког рејона Новгородске области | курган          | земља, камен | Руси               | средњи век        | 8. век – 10. век    | Силуета кургана се налази на грбу и застави Батечког рејона, општинске јединице Новгородске области. | 2002 (георадар)              |
| Шкодова гора             | укр.                        | Usatove Kurgan                         | Украјина   | У близини села Усатове, Одеска област           | курган          | земља        | Праиндоевропљани   | бронзано доба     | 3. век п. н. е.     | Курган се налази унутар великог гробља Усатовске облати. Обележен је металном таблом. | 1925                         |
| Каменица Тумул           | алб.                        | Tumulus Korca                          | Албанија   | Kamenicë                                        | тумул           | камен        | Илири?             | бронзано доба     | 3. век п. н. е. (?) | Археолошко налазиште високог значаја | 1997-2007 (историја заштите) |
| Курган Есик              | Isik kurgani                | Issyk Kurgan                           | Казахстан  | Алмати                                          | курган          | камен        | Скитска култура    | гвоздено доба     | 5. век п. н. е.     | Једно од најбогатијих налазишта златних предмета курганске културе | 1970—до данас                |
| Кул-Оба курган           | Kul-Oba                     | Kul-Oba burial mound                   | Русија     | Керч (Иточни Крим)                              | курган          | земља, камен | Скитска култура    | бронзано доба     | 4. век п. н. е.     | 400-350. п. н. е., курган Пазирик-културе, богато археолошко налазиште | 1830                         |
| Јапанска пирамида        | Yonaguni-jima Kaitei Chikei | Pyramid of Yonaguni, Yonaguni Monument | Јапан      | Јапанско море                                   | пирамида        | камен        | Мегалитска култура | неолит            | 10. век п. н. е.    | Локалитет стар 10.000-5000 год.; плато са здањем је потонуо 39 m испод мора, врх пирамиде је 5 m од површине, самтра се да је најстарије здање које је икада сачувано                                                    | 1987                         |
| Тумул ММ                 | Tumulus MM                  | Tumulus MM                             | Турска     | Гордион                                         | тумул           | земља, камен | Фригија            | гвоздено доба     | 8. век п. н. е.     | Традиционално гроб фригијског краља Мидаса | 1957                         |
| Гробница Цецилије Метеле | Caecilia Metella            | Mausoleum of Caecilia Metella          | Италија    | Рим (Via Appia)                                 | тумул           | цигла, камен | Рим                | гвоздено доба     | 1. век п. н. е.     | Римски кружни гроб изграђен од паљене цигле узидане смешом кречног малтера и праха теракоте. Сматра се да датира од 67. п. н. е. до краја владавине цара Августа. У касном средњем веку гробница је надограђена у замак. | 1839—do danas                |
| Златни курган            | рус.                        | Gold Kurgan                            | Украјина   | Пантикпаион на Криму (Керч)                     | курган          | камен        | Монголи            | бронзано доба     | 4. век п. н. е.     | Један од ретких кургана са надсвођеним пролазом (ходником) који води до гроба | 1832                         |
| Тила Тепа                | перс. "Tano Arte" ("Златни брег")       | Tillya Tepe                            | Авганистан | Недалеко места Шибарган у северном Авганистану  | тумул           | земља        | Скити              | антика            | 1. век п. н. е.     | Археолошки налаз од више хиљада златних предмета, које чува Народни музеј у Авганистану. | 1969—1978                    |
| Августов маузолеј        | лат.                        | Mausoleum of Augustus                  | Италија    | Рим (Piazza Augusto Imperatore)                 | тумул           | камен        | Рим                | антика            | 1. век п. н. е.     | Заштићено археолошко знамење. Римски кружни гробови су прављени на узор ранијих Етрурских тумула. | 1930—до данас                |
| Ситагрој                 | Sitagroi                    | Sitagroi settlement mound              | Грчка      | Северна Грчка                                   | тел и некропола | камен        | Античка Грчка      | неолит            | 5. век п. н. е.     | 4500. п. н. е., иако је сама локација у североисточној Грчкој археолошко налазиште од 11. миленијума п. н. е. (од средњег неолита до раног бронзаног доба)                                                               | 1968                         |
| Ахилова гробница         | тур.                        | Tumuli of Achilles                     | Турска     | Троја-Сигеион, данас Ахилејон                   | тумул           | камен        | Античка Грчка      | антика            | 5. век п. н. е.     | Ахилова гробница (по традицији) у Троји, на Сигејон-платоу | 1950—до данас                |
| Мамајев Курган           | рус.                        | Mamayev Kurgan                         | Русија     | Волгоград                                       | курган          | земља        | Монголи            | средњи век        | 13. век             | Гробница поглавара "Златне хорде", али упамћено као место најстрашније битке у историји, која се на овом кургану одиграла септембра 1942.                                                                                | –                            |
| Тумул Кукумела           | Cucumella                   | Etrurian thomb „Cucumella”             | Италија    | Некадашња Етрурија, на подручју западне Италије | тумул           | камен        | Етрурци            | антика            | 4. век п. н. е.     | Велика хумка са одаљама, необично слична великом тумулу Лидијског краља Алиатеса, у близини Сарда. Налази се у близини најмоћнијег етрурског града Волсинија (лат. Vulci), који се задњи покорио Риму.                   | 1878—до данас                |
Напомена: Листа није свеобухватно исцрпна и није сложена по редоследу важности.

## Галерија
- Хумка у Шведској
- Трачка гробница у месту Старосел, Бугарска
- У част сећања на Стаљинградску битку подигнут је меморијал на брду Мамајев Курган – гробној хумци старих монгола
- Један од многих кургана Крима, заштићен као споменик културе
- Хумка у близини Лунда у Шведској
- Гроб краља Мидаса у Гордиону, главном граду древне Фригије
- Модел хумке из Халштат периода, у Националном музеју Немачке (Germanisches Nationalmuseum), Нирнберг
- Трачка гробница
- Хумке у Енглеској